# كلية الطب (جامعة بنها)
كلية طب جامعة بنها هي كلية طب مصرية تختص بالتعليم الطبي والبحث العلمي في مجال الطب، مقرها مدينة بنها بمحافظة القليوبية، وتعد تاسع كلية طب في مصر من حيث تاريخ إنشائها.

## مقر الكلية
تقع كلية طب بنها في شارع الساحة المتفرع من شارع فريد ندا في بنها الجديدة، بجوار مستشفى بنها الجامعي.

## وصلات خارجية
- الموقع الرسمي لكلية طب جامعة بنها